# MTV 1862 Pfaffenhofen

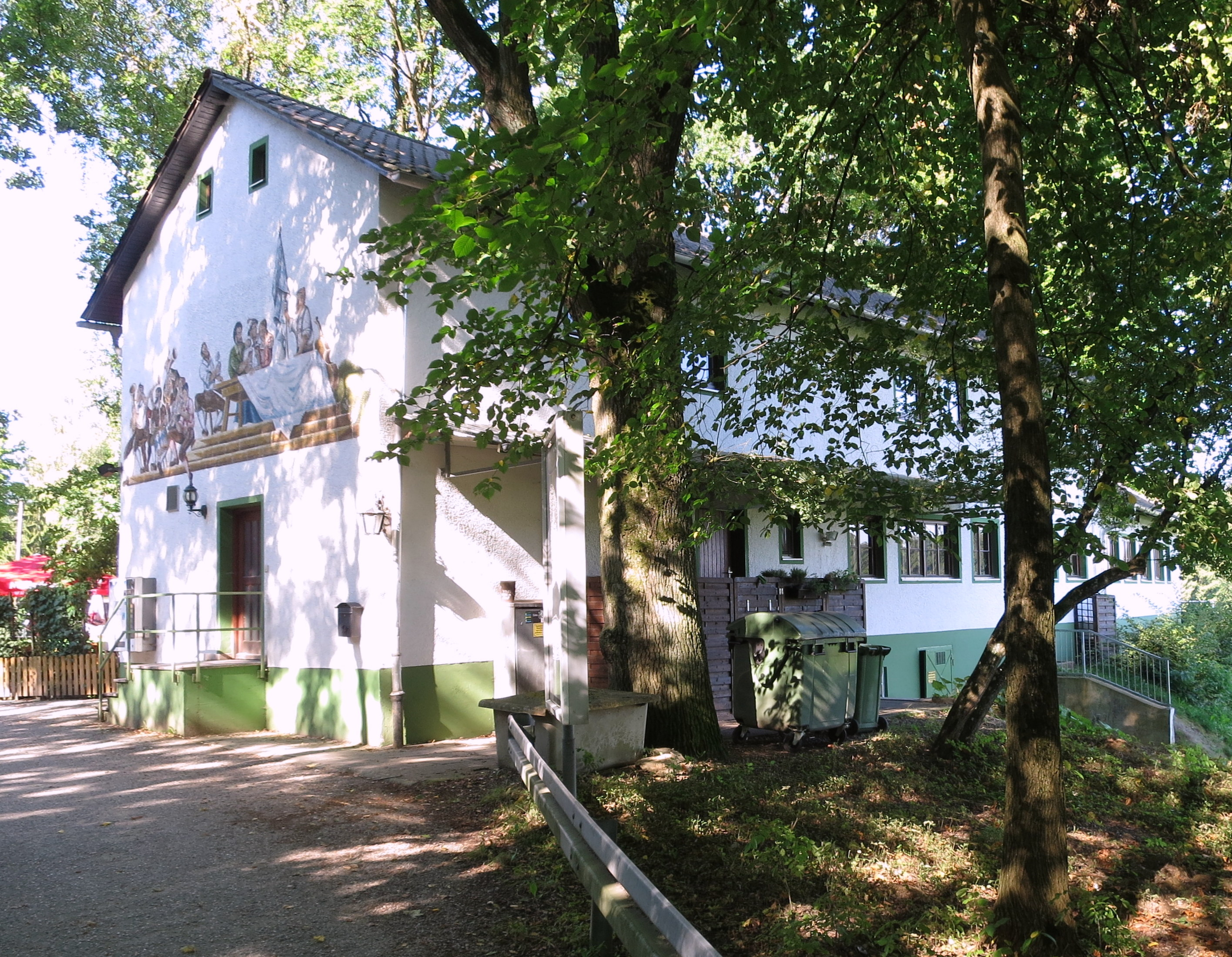
Vereinsheim am Waldspielplatz

Der aus 16 Abteilungen bestehende Männerturnverein 1862 Pfaffenhofen hat eine über 150 Jahre währende Vereinsgeschichte. Er ist mit über 3300 Mitgliedern in 16 Abteilungen der größte Sportverein der Kreisstadt Pfaffenhofen an der Ilm in Bayern.

## Geschichte
Zehn Jahre nach dem Tode des Turnvaters Friedrich Ludwig Jahn wurde im Jahre 1862 der MTV gegründet, da die Nachbarstädte Ingolstadt, Schrobenhausen und Freising schon mit gutem Beispiel vorangegangen waren. Anfangs waren es nur 33 Mitglieder; dennoch wurde schon 1862 eine Turnerfeuerwehr geschaffen, die 1865 in die Freiwillige Feuerwehr Pfaffenhofen umgewandelt wurde.
Zuerst wurde auf einem Turnplatz im Städtischen Holzgarten geturnt. Als 1876 der Vorsitzende Franz Xaver Kunesch die Vereinsführung übernahm, blühte der Verein in der Kaiserzeit bis zum Ersten Weltkrieg auf. Mit 23 gefallenen oder vermissten Mitgliedern war dieser Krieg jedoch ein herber Rückschlag. Im Jahr 1919 legte der betagte Vorsitzende sein Amt nach 43 Jahren in jüngere Hände und starb einige Monate später. Über 20 Jahre lang war nun Adam Katzenmeier der 1. Vorstand.
In dieser Zeit wurde der Waldspielplatz erworben und am 29. Mai 1919 mit einem Waldfest eröffnet. Mit diesem Gelände als Basis – es wurde „Jahnhöhe“ benannt – konnte sich der MTV in die Breite entwickeln mit den Sportarten Leichtathletik, Fußball, Faustball und Handball. Ein schlichtes Gefallenendenkmal erinnert seit September 1923 an die Gefallenen. Nach den politischen Verwerfungen der nationalsozialistischen Ära brachte der Zweite Weltkrieg eine noch größere Opferzahl unter den Mitgliedern mit sich, 53 Tote oder Vermisste.
Mit Erlaubnis der Militärregierung konnte der Verein am 10. November 1945 in einer ersten Mitgliederversammlung seine Nachkriegsära beginnen. Der politisch belastete Vorstand wurde durch den neuen Vorstand Hans Ritter sen. abgelöst. 10 Jahre später vereinigte sich der ASV Pfaffenhofen mit dem MTV, was dem Fußball im Verein einen entscheidenden Auftrieb verlieh.
Mit dem Bau des Vereinsheims (1953) auf der Jahnhöhe, der fortwährenden Ausgestaltung dieses vereinseigenen Geländes durch ein Wohnhaus (1957) und weitere Um- und Neubauten setzten die Vereinsmitglieder mit viel Arbeitseinsatz ihre Investitionen in das Vereinsgelände fort. Sogar eine Pflanzenkläranlage musste angelegt werden. Heute ist die vereinseigene Gaststätte im Vereinsheim ein beliebter Treffpunkt und die kleine Halle daneben dient als Saal für Mitgliederversammlungen, Feste, Tischtennis und Gymnastik.

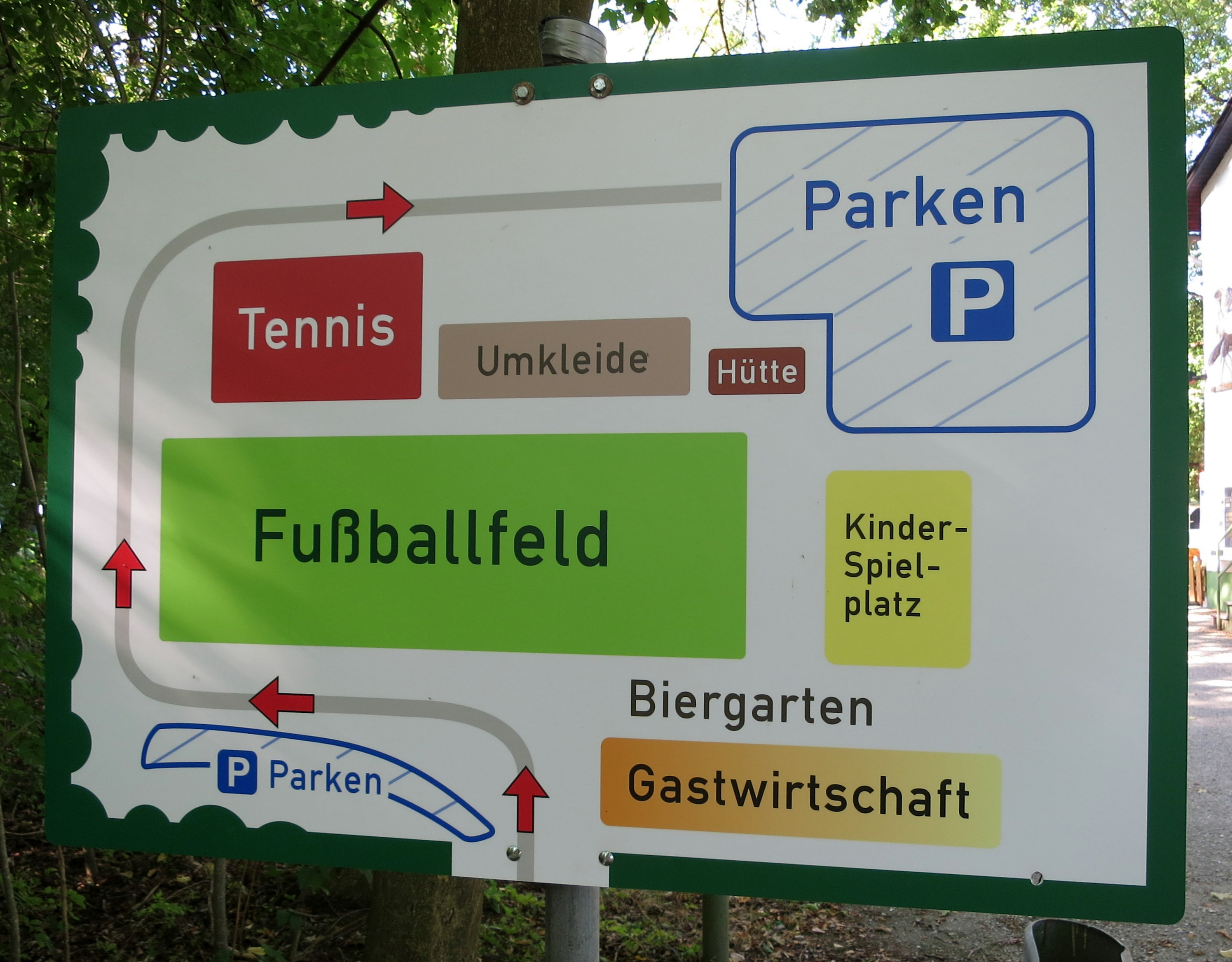
Lageplan des Waldspielplatzes
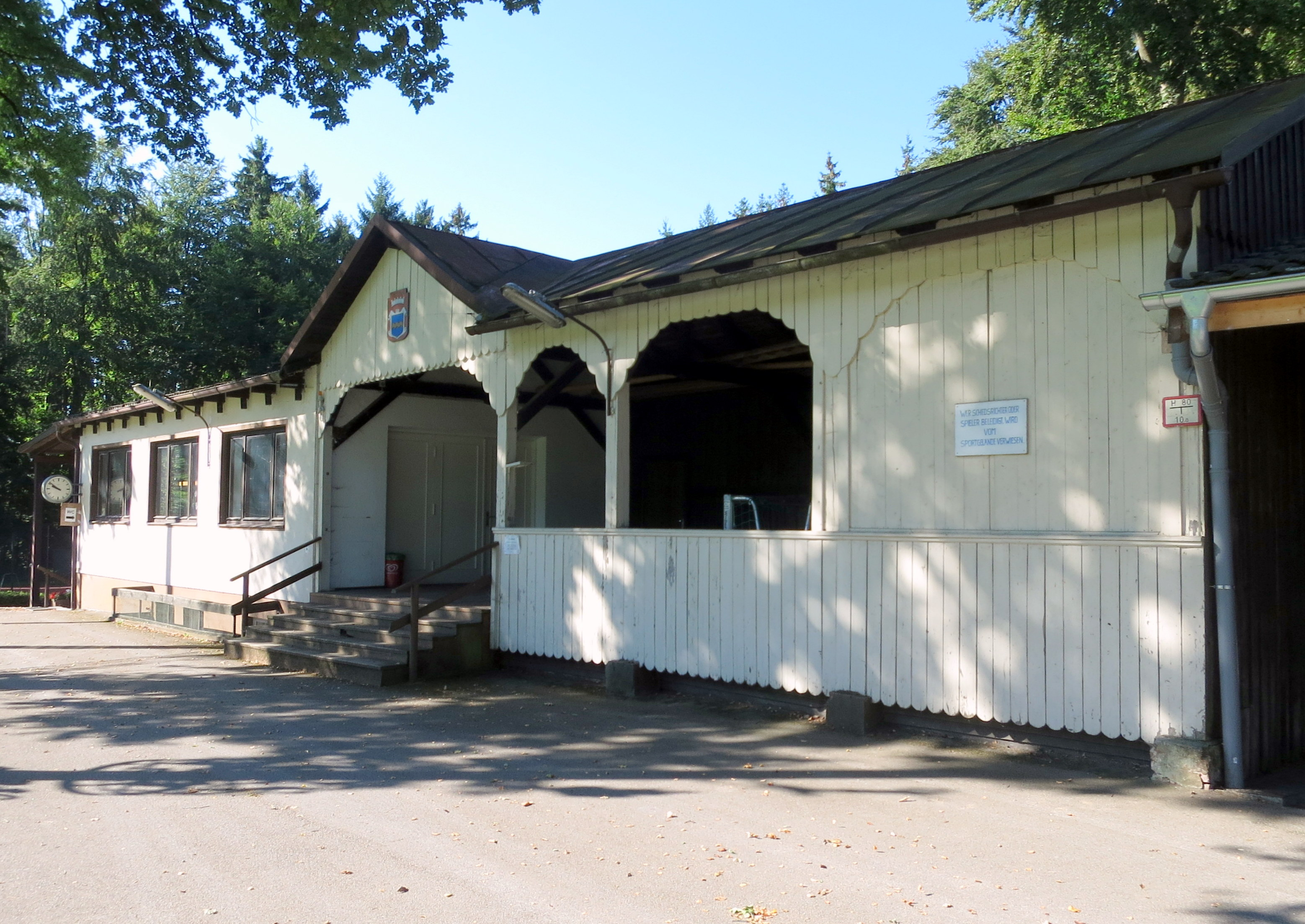
Alte Vereinshütte
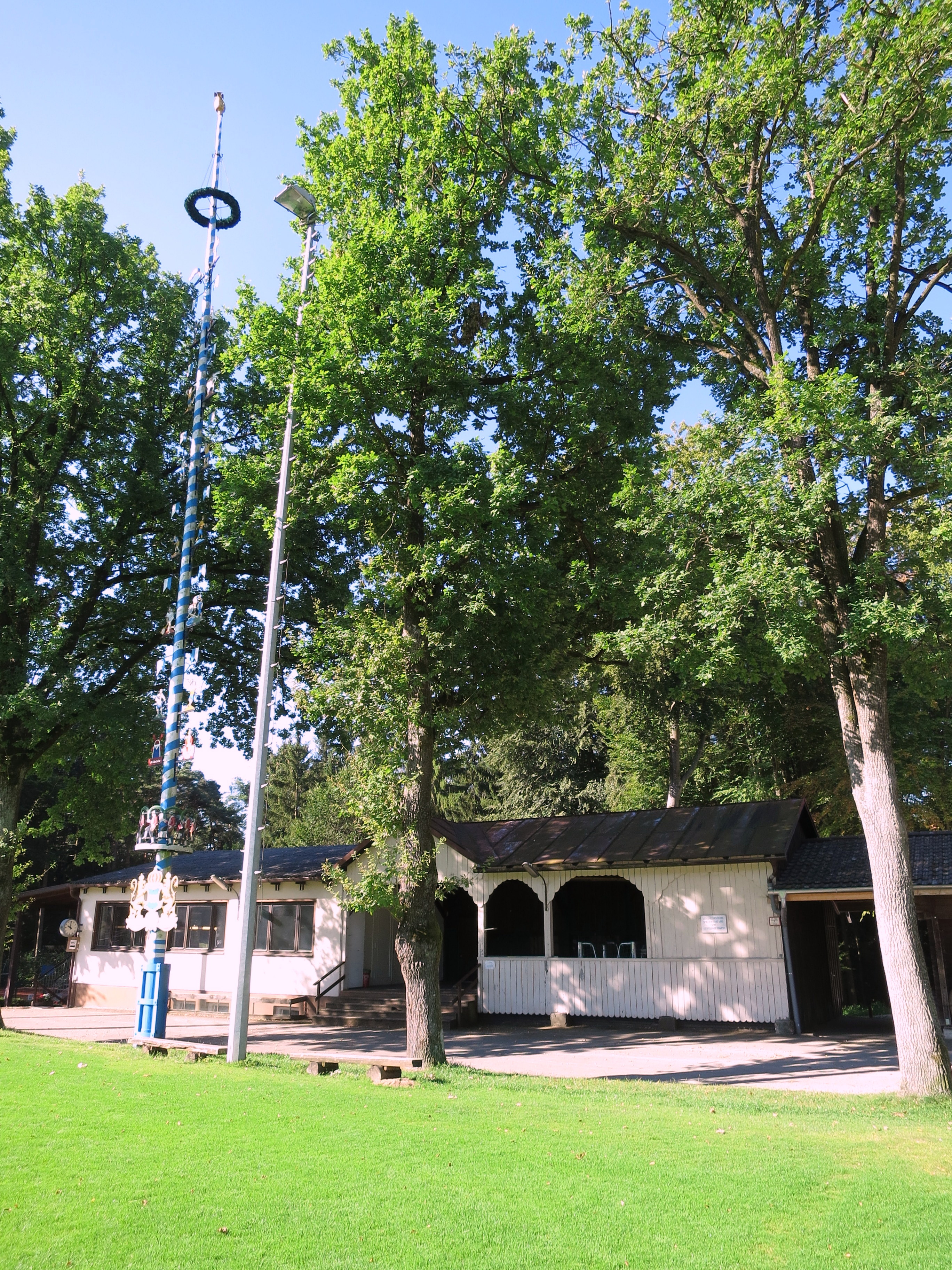
Vereinshütte mit Maibaum
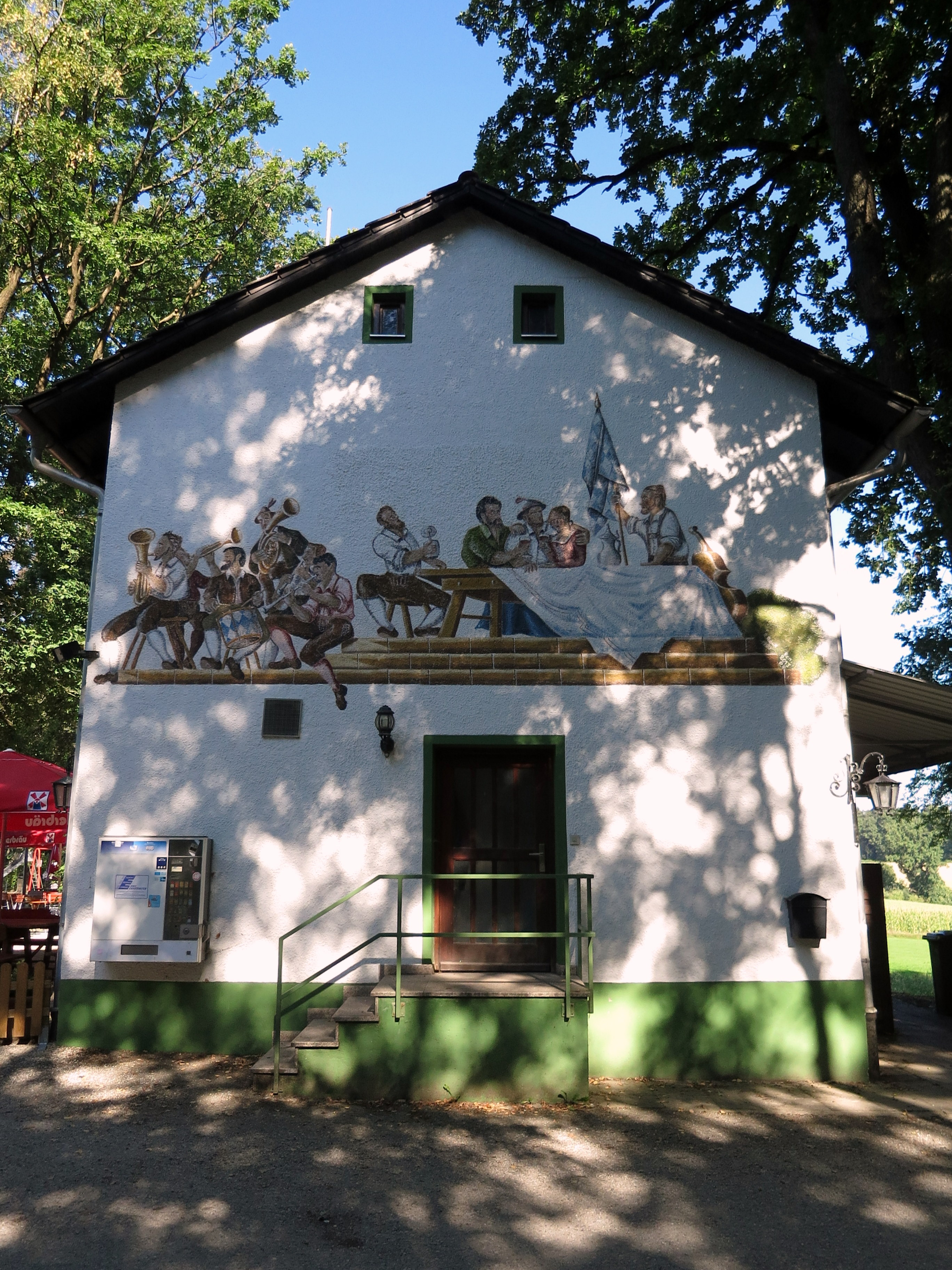
Giebelseite des Vereinsheims
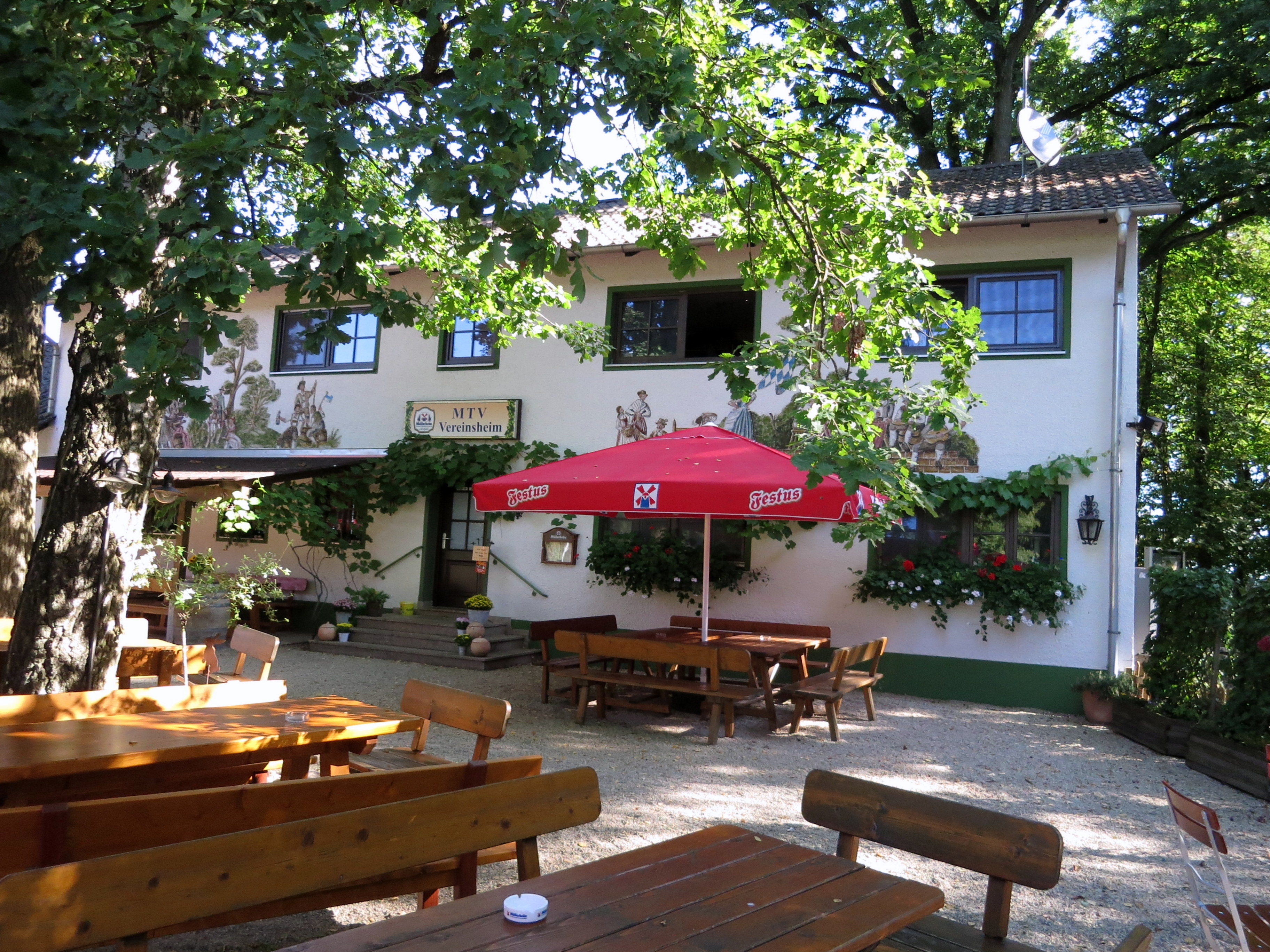
Biergarten vor dem Heim
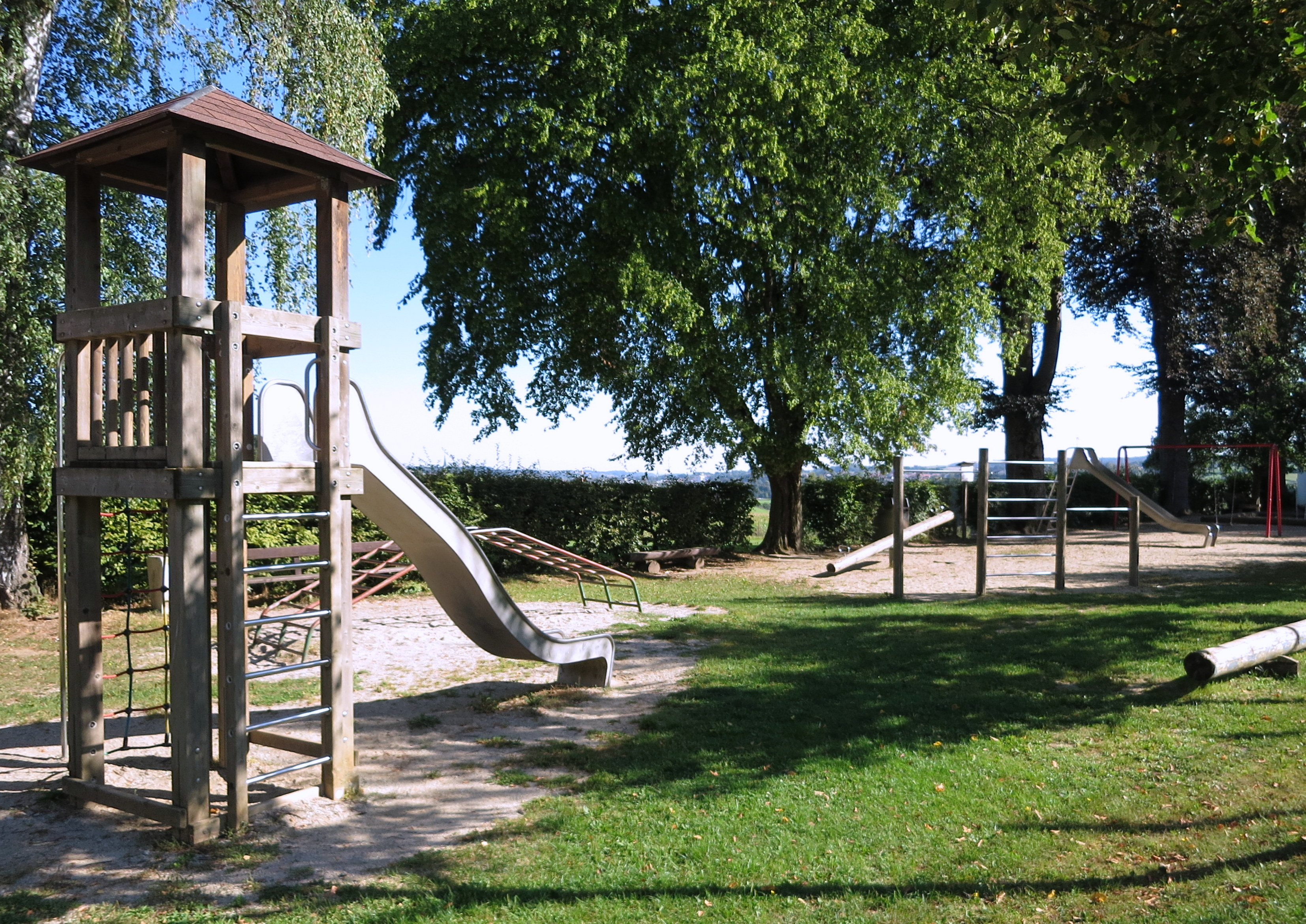
Kinderspielplatz
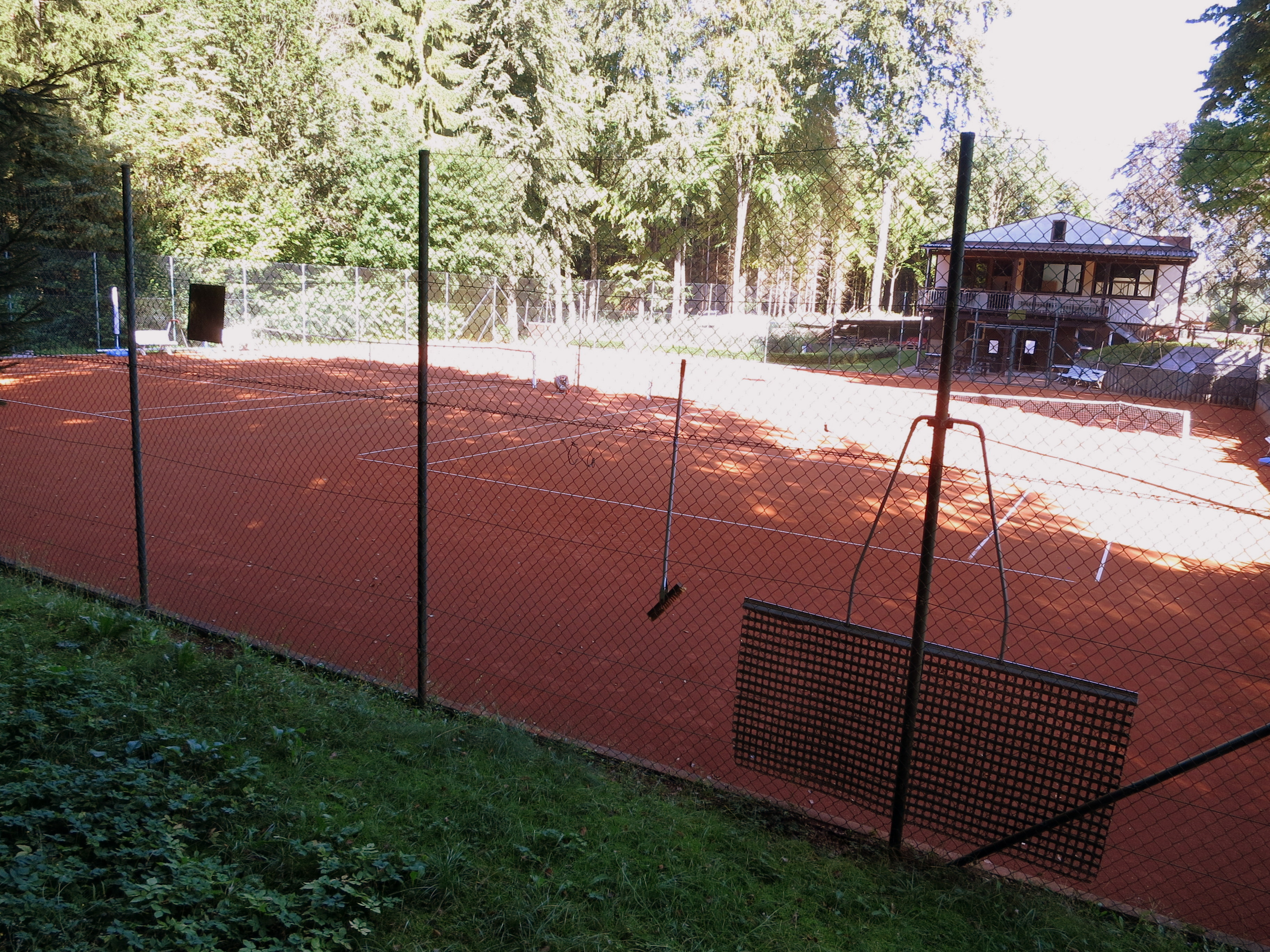
Tennisplätze
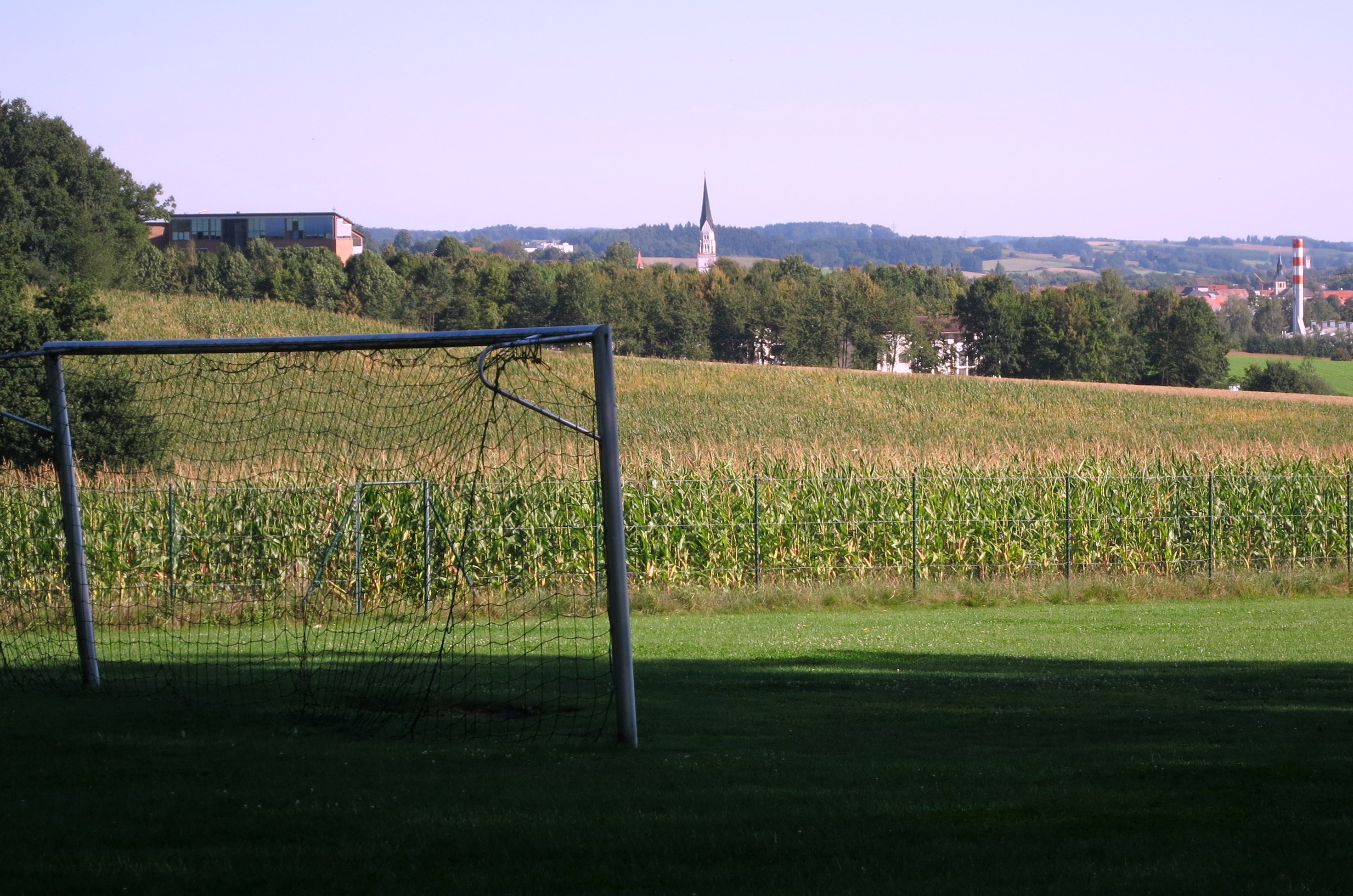
Blick nach Pfaffenhofen

## Angebote
Folgende Sportarten können im Verein in 15 Abteilungen betrieben werden: Basketball, Beachvolleyball, Faustball, Fußball, Gerätturnen, Handball, Indiaca, Judo/Ju-Jutsu, Karate, Leichtathletik, Schwimmen, Stockschießen, Tennis, Tischtennis, Triathlon und Volleyball. Weiterhin gibt es eine Abteilung Schäfflertanz und viele Angebote im Laufbereich, im Breitensport und beim Konditionstraining.

### Handball
Die Handballfrauen des MTV wurden 2018 und 2020 Meister der Bezirksoberliga (Altbayern) und sind nach beiden Meisterschaften in die fünftklassige Handball-Landesliga Bayern aufgestiegen. In der Saison 2022/23 spielen die Frauen in der Landesliga und die 1. Herrenmannschaft in der Bezirksoberliga (Altbayern). Die MTV-Handballer nehmen aktuell mit zwei Herrenmannschaften, zwei Damenteams und elf Nachwuchsmannschaften am Spielbetrieb des Bayerischen Handballverbandes (BHV) teil.

## Vereinseinrichtungen
- Der MTV 1862 Pfaffenhofen e. V. hat seinen Sitz mit Geschäftsstelle in der Balthasar-Kraft-Str. 5, 85276 Pfaffenhofen a.d. Ilm
- Als eingetragener Verein wird er vertreten durch den 1. Vorsitzenden Helmut Reiter (gewählt 2016) und den 2. Vorsitzenden Dr. Matthias Streussnig.
- Der Verein besitzt das Sportgelände Waldspielplatz nähe „Jahnhöhe“ mit einem bewirtschafteten Vereinsheim in Hettenshausen südlich von Pfaffenhofen.